# Cadiz (chi bọ cánh cứng)
Cadiz là một chi bọ cánh cứng trong họ Chrysomelidae.
Chi này được Andrews & Gilbert miêu tả khoa học năm 1992.

## Các loài
Chi này gồm các loài:
- Cadiz hardyi Andrews & Gilbert, 1992